# Cautethia grotei
Cautethia grotei este o specie de molie din familia Sphingidae. Este întâlnită în Florida, Statele Unite și în Insulele din Caraibe.
Anvergura este de 28-40 mm. Există mai multe generații într-un singur an în Florida. Adulții se hrănesc cu nectare de la diferite specii de flori, cum ar fi Asystasia gangetica și Dracaena fragrans. 
Larvele au fost observate hrănindu-se pe specii variate de Rubiaceae, printre care se numără Chiococca alba, Erithalis fruticosa și  Symphoricarpos albus (căpșunul comun).

## Subspecii
- Cautethia grotei grotei (Florida, Cuba, Bahamas, Insulele Cayman și posibil în Insula Hispaniola și Jamaica.)[2]
- Cautethia grotei apira Jordan, 1940 (Insulele Cayman)[3]
- Cautethia grotei hilaris Jordan, 1940 (Insulele Cayman)[4]